# Буланже, Фламинио
Фламинио Буланже (фр. Flaminio Boulanger; ? — 1584, Рим) — французский скульптор и резчик по дереву. Работал во второй половине XVI века; его работы атрибутируют как произведения «круга Микеланджело», называя мастера по средневековой традиции «искусным плотником» (лат. faber lignarius)

## Биография
Фламинио был членом большой семьи ремесленников из Труа, Шампань. Известно, например, что в 1548 году Анриэ Буланже (Enryet Boulanger) в качестве ювелира и медальера поступил на службу к французскому королю Генриху II и королеве Екатерине Медичи. В 1551 году имя Фламинио Буланже зафиксировано в документе, сообщающем, что в Риме кардинал Ипполито II д’Эсте заплатил ему за изготовление резного потолка в столовой своего дворца в Монте-Джордано. Возможно, именно кардинал пригласил в Италию французского резчика.

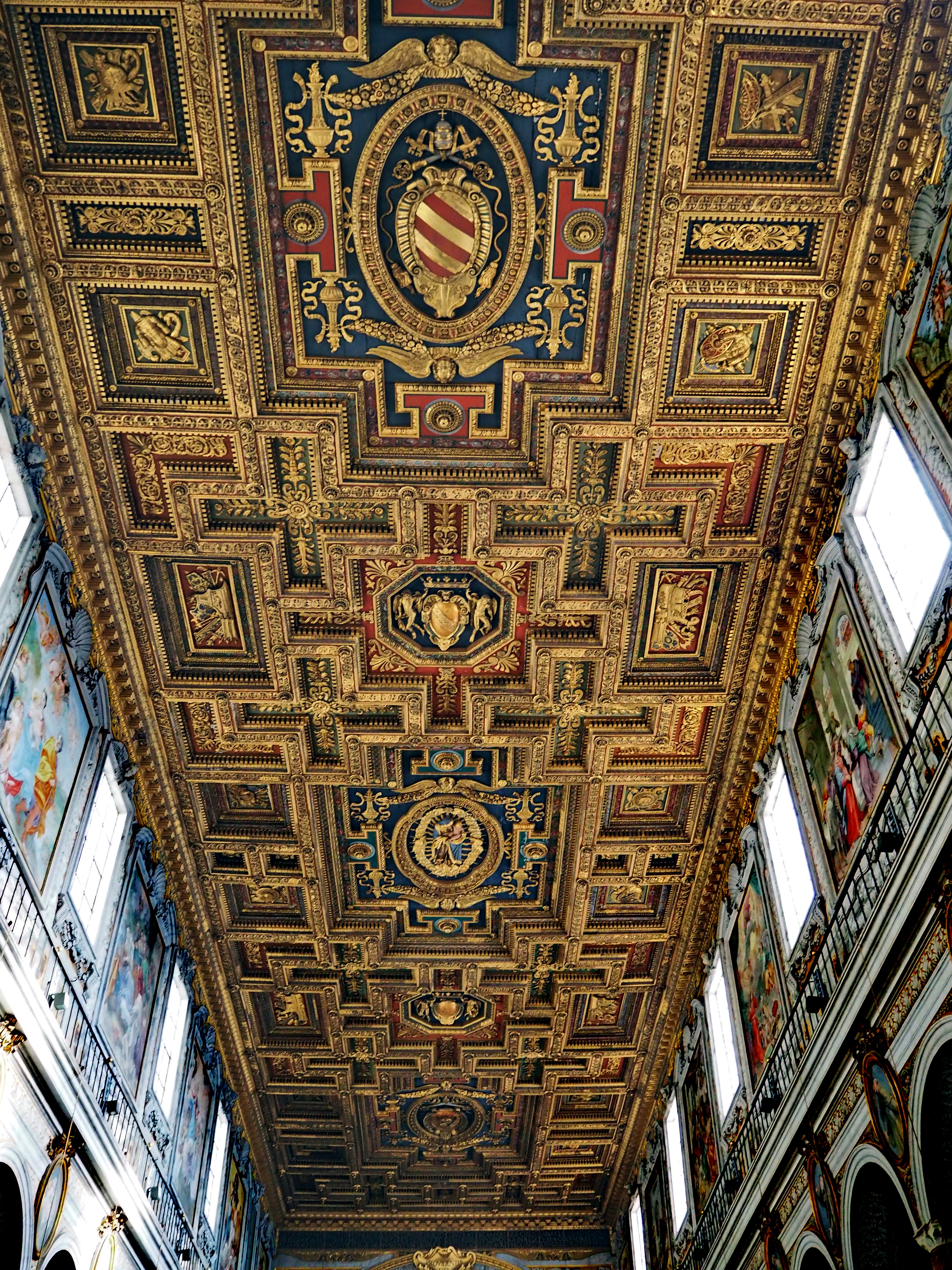
Плафон церкви Санта-Мария-ин-Арачели. 1572—1574

В Риме Фламинио Буланже в 1560 году выполнял работы скинии для церкви Санта-Мария-дель-Анима. В 1562—1567 годах выполнял резьбу потолка Латеранской базилики. Буланже руководил «хорошо испытанной мастерской», в которой числились флорентиец Вико ди Рафаэле ди Лаццаро и Даниеле да Вольтерра, который лепил скульптурные детали (с них снимали формы, отливали в гипсе или делали из папье-маше, расписывали и золотили). Есть свидетельства, что Фламинио Буланже был близким другом Микеланджело. Документы также сообщают, что в 1565 году мастерская Буланже располагалась в церкви Санта-Мария-дель-Анима.
Многие работы он выполнял благодаря поддержке кардинала Алессандро Фарнезе. В 1575 году, благодаря А. Фарнезе, ему было поручено изготовить алтарь и скинию для церкви Санта-Кьяра-аль-Квиринале (церковь не сохранилась).
В 1573 году построил крышу Оратория Сантиссимо Крочифиссо (Святейшего Распятия). Однако эта работа была разрушена при оккупации Рима в 1798 году французскими войсками.
В 1572—1574 годах Буланже создал своё выдающееся произведение: кессонированный деревянный резной и вызолоченный потолок главного нефа церкви Санта-Мария-ин-Арачели в честь войск «Святой Лиги», одержавших победу над сарацинами в морском сражении при Лепанто 7 октября 1571 года. В центре композиции — образ Девы Марии с Младенцем, герб папы Пия V, в понтификат которого произошло это событие, военные трофеи.
В 1581 году Фламинио Буланже выполнял резные работы по украшению органа в церкви Санта-Мария-ин-Трастевере. В последние годы Буланже работал для Апостольской библиотеки Ватикана.